# Ján Riapoš
Ján Riapoš (28 de septiembre de 1968) es un deportista eslovaco que compitió en tenis de mesa adaptado. Ganó siete medallas en los Juegos Paralímpicos de Verano entre los años 2004 y 2024.

## Palmarés internacional
| Juegos Paralímpicos | Juegos Paralímpicos   | Juegos Paralímpicos | Juegos Paralímpicos |
| Año                 | Lugar                 | Medalla             | Prueba              |
| ------------------- | --------------------- | ------------------- | ------------------- |
| 2004                | Atenas (Grecia)       | Medalla de oro      | Individual 2        |
| 2004                | Atenas (Grecia)       | Medalla de plata    | Equipo 1-2          |
| 2008                | Pekín (China)         | Medalla de oro      | Equipo 1-2          |
| 2012                | Londres (Reino Unido) | Medalla de oro      | Individual 2        |
| 2012                | Londres (Reino Unido) | Medalla de oro      | Equipo 1-2          |
| 2020                | Tokio (Japón)         | Medalla de bronce   | Equipo 1-2          |
| 2024                | París (Francia)       | Medalla de oro      | Dobles MD4          |